# Phenacorhamdia provenzanoi
Phenacorhamdia provenzanoi är en fiskart som beskrevs av Donascimiento och Milani 2008. Phenacorhamdia provenzanoi ingår i släktet Phenacorhamdia och familjen Heptapteridae. Inga underarter finns listade i Catalogue of Life.